# Frank Gooding

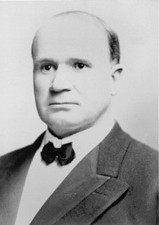
Frank Gooding

Frank Robert Gooding (* 16. September 1859 in Tiverton, England; † 24. Juni 1928 in Gooding, Idaho) war ein US-amerikanischer Politiker und von 1905 bis 1909 Gouverneur des Bundesstaates Idaho. Zwischen 1921 und 1928 vertrat er seinen Staat im US-Senat.

## Frühe Jahre und politischer Aufstieg
Im Jahr 1867 kam Frank Gooding mit seinen Eltern aus England in die Vereinigten Staaten. Die Familie ließ sich zunächst in der Nähe von Paw Paw, Michigan nieder. Dort besuchte Frank die öffentlichen Schulen. Im Jahr 1877 zog er nach Shasta in Kalifornien. Dort war er sowohl in der Landwirtschaft als auch im Bergbau tätig. 1881 zog er nach Ketchum, wo er mit Brennholz und Holzkohle handelte. Nach einem weiteren Umzug im Jahr 1888 gelangte er in das heutige Gooding, das später nach ihm benannt wurde. Dort wurde er ein erfolgreicher Schafzüchter.
Gooding wurde Mitglied der Republikanischen Partei. 1896 war er Parteivorsitzender im Lincoln County. Dann war er vier Jahre lang Vorsitzender der Republikanischen Partei in Idaho. Zwischen 1900 und 1904 war er Mitglied und Präsident des Staatssenats. Im Jahr 1904 wurde er zum Gouverneur seines Staates gewählt.

## Gouverneur und Senator
Nach einer Wiederwahl im Jahr 1906 konnte Gooding zwischen dem 3. Januar 1905 und dem 4. Januar 1909 als Gouverneur von Idaho amtieren. In dieser Zeit wurde eine Regierungsbehörde geschaffen, die sich mit dem Bankwesen befasste (Banking Department). Die Landverwaltungsbehörde wurde reformiert und die Idaho State University in Moscow erhielt eine neue Bücherei. Der Gouverneur förderte auch das Bildungswesen seines Staates. In diesen Jahren kam es im Bergbau zu gewalttätigen Arbeitskämpfen, mit denen sich der Gouverneur auseinandersetzen musste. In seine Amtszeit fiel auch die Ermordung von Ex-Gouverneur Frank Steunenberg. Im Zusammenhang mit seinem Einsatz zur Aufklärung der Hintergründe des Attentats erhielt Gouverneur Gooding selbst mehrfach Morddrohungen.
Nach dem Ende seiner Gouverneurszeit setzte sich Gooding für die Gründung einer Sonderschule für Blinde und Taubstumme ein. Im Jahr 1918 kandidierte er erfolglos für einen Sitz im US-Senat. Zwei Jahre später schaffte er dann aber doch den Sprung in den Kongress und trat dort am 15. Januar 1921 die Nachfolge des zurückgetretenen John F. Nugent an. Seine eigene sechsjährige Amtszeit begann am 4. März dieses Jahres. Im Jahr 1926 wurde Frank Gooding in seinem Mandat bestätigt. Damit blieb er bis zu seinem Tod am 24. Juni 1928 im Senat. Mit seiner Frau Amanda Thomas hatte er drei Kinder.